# Зграда „Старе апотеке“ (Музеј Јадра)
Зграда „Старе апотеке“ (Музеј Јадра) се налази у Лозници, улица Пашићева 25, грађена је као једноспратно здање пословно-стамбене намене (у приземном делу била је смештена прва апотека у Лозници). Зграда је споменик културе од великог значаја.

## Изглед зграде
Постављена на углу две улице на регулационим линијама угаони део је засечен и на њему је постављен репрезентативан улаз са степеништем испред, а на спрату је полукружни еркер са куполом. Лево и десно од главног улаза је по један излог, док су остали отвори прозорски. На спратном делу, поред еркера на углу, постављен је и конзолни балкон са украсном оградом од кованог гвожђа, на који се излази кроз балконски портал исте ширине као и остали прозорски отвори на објекту, који су груписани по два, а између којих су лоцирани пиластри у висини целог објекта. Декоративна пластика је рађена под утицајем сецесије у комбинацији са неоренесансним елементима. Кров је сложен са бибер црепом као покривачем и декоративном оградом од кованог гвожђа у врху кровне конструкције. Године 1986. СО Лозница доноси Одлуку о проглашавању зграде „Стара апотека“ у Лозници за културно добро, јер по својим својствима представља најлепши примерак градске архитектуре у овом делу Србије.